# Національний парк Лагуна Сан-Рафаель
Національний парк "Лагуна Сан-Рафаель" ( ісп. вимова: [laˈɣuna san rafaˈel] ) — парк, розташований на тихоокеанському узбережжі південного Чилі. Парк названий на честь лагуни Сан-Рафаель, утвореної відступом льодовика Сан-Рафаель. Створений у 1959 році, він охоплює територію 17 420 кв. км  і включає Північне Патагонське льодове поле. Фіорд довжиною більше 16 км є однією з головних визначних пам'яток парку.

## Історія

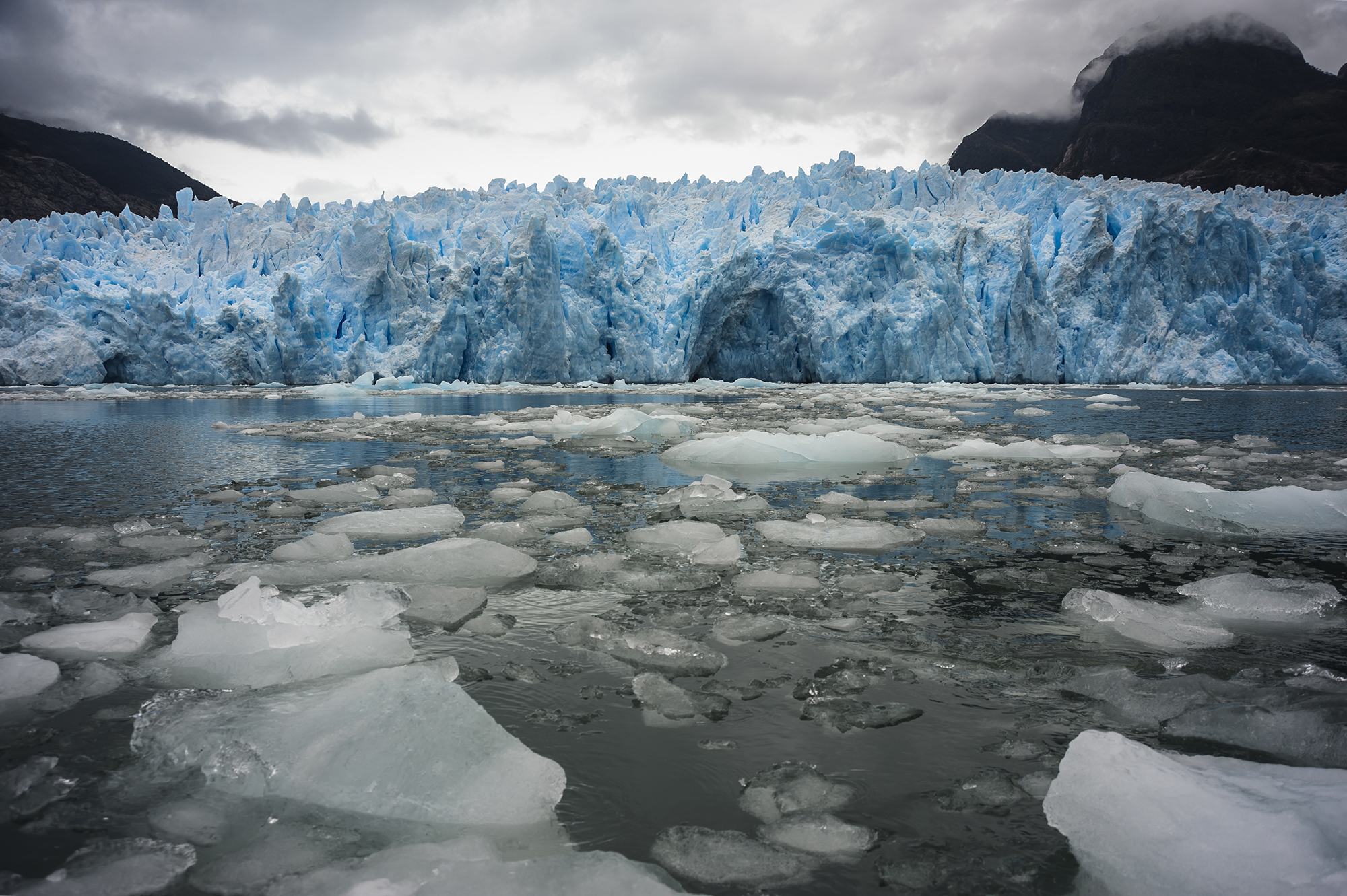
Вид на льодовик над озером Сан-Рафаель.

Вперше дослідили територію Лагуни Сан-Рафаель у 1675 році. Однойменний льодовик у той час був сушею. Ймовірно, він знову досяг лагуни в проміжку між 1741 і 1766 роками, і з того часу він став льодовиком припливної води.
У 1979 році ЮНЕСКО оголосило парк Всесвітнім біосферним заповідником.

## Географія
Парк включає такі гірські вершини Патагонії як Монте-Сан-Валентін, Серро-Ареналес, Серро-Гіадес і Серро-Паред-Норте.
У парку протікає ряд річок. Річка Сан-Тадео розташована на перешийку Офкі і впадає в затоку Сан-Квінтін у північній частині затоки Пенас. Також є річки, що межують з парком, такі як Бейкер і  Експлорадорес. Темпанос-Рівер з'єднує лагуну Сан-Рафаель із затокою Елефантес, південною частиною каналу Мораледа.
Озеро Президенте-Ріос межує з парком і національним заповідником Лас-Гуайтекас.

## Клімат

Відступ льодовика Сан-Рафаель (на передньому плані) між 1990 і 2000 роками.

Середньорічна кількість опадів у Кабо Рапер (широта 46°50' пд.ш.), на відкритому узбережжі півострова Тайтао, становить близько 2000 мм. На схід кількість опадів збільшується в захищених районах Чилійського внутрішнього проходу. Середня річна кількість опадів, зареєстрована між 1981 і 1985 роками на метеостанції Лагуна-Сан-Рафаель (46°37' пд.ш.), становила 4440 мм. На великих висотах збільшення опадів є значним і відбувається у формі снігу на Північнопатагонському льодовиковому полі, зареєстровано понад 6000 мм річної кількості опадів.

## Біологія
Як зазначалося вище, парк є Всесвітнім біосферним заповідником ЮНЕСКО.
У парку знайшли притулок декілька видів птахів, у тому числі чорноброві альбатроси, великі поганки, чорношиї лебеді та баклани.
Наземна та морська фауна в цьому районі також включає південноамериканську сіру лисицю, південноандського оленя, чилійських дельфінів, південноамериканських морських левів, морських видр, південних морських слонів тощо. Вусаті кити мігрують у затоку Пеньяс . Варто відмітити, що затока, можливо, є місцем зимівлі/розплоду для популяції південного гладкого кита, яка перебуває під загрозою зникнення.

## Дивіться також
- Національний парк Торрес-дель-Пайне
- Національний парк Лос-Гласіарес